# حد أقصى للمخلفات
الحد الأقصى للمخلقات أو الحد الأقصى للبقايا (بالإنجليزية: Maximum Residue Limit)‏، هو الحد الأقصى لمخلفات مبيدات الآفات التي يتوقع أن تظل على المنتجات الغذائية عند استخدام المبيد وفقاً لتوجيهات التسمية، والتي لن تكون مصدر قلق لصحة الإنسان. التركيز الأعلى لبقايا المبيدات الناتجة عن استخدام المبيدات وفقاً للممارسات الزراعية الجيدة، بشكل مباشر أو غير مباشر، لإنتاج وحماية السلع، والتي وضعت توصيات تحدد هذا المستوى من التركيز. ينبغي أن يكون الحد الأعلى للبقايا معترف به من الناحية القانونية. يتم التعبير عن هذه القيمة بِالملليغرام من البقايا لكل كيلوغرام من السلع. وعادةً ما يتم تحديد الحد الأقصى للمخلفات من خلال تكرار التجارب الميدانية، حيث يتم معالجة المحاصيل وفقاً للممارسات الزراعية الجيدة.